# Blatnica (Slowakije)

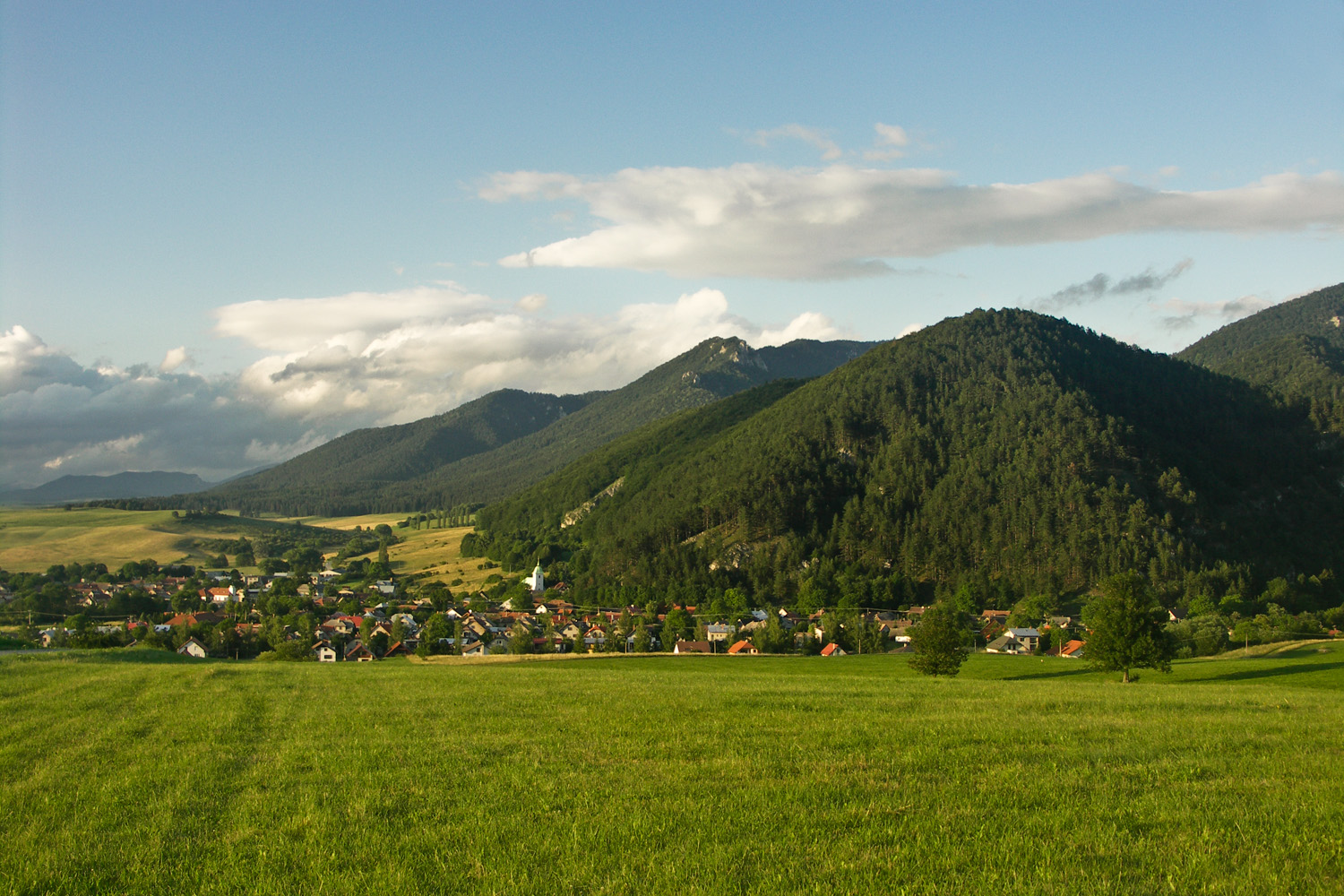
Blatnica

Blatnica (Hongaars: Blatnica) is een Slowaakse gemeente in de regio Žilina, en maakt deel uit van het district Martin.
Blatnica telt 933 inwoners.